# Louis Théodore Gouvy
Gouvy era um homem de dupla cultura, francês e alemão, de onde tirou sua inspiração e sua particularidade. Embora ele fosse conhecido e reconhecido durante sua vida, ele caiu no esquecimento no século XX.
Foi membro fundador da Sociedada Nacional Musical. Embora residente na Alemanha após o Tratado de Frankfurt pelo qual a Alsácia-Lorena foi anexada ao Império Alemão, Theodore Gouvy foi nomeado cavaleiro da Legião de Honra em 1876.

## Trabalho
O trabalho de Gouvy permanece em grande parte desconhecido, embora inclua mais de 200 composições, incluindo 90 opus publicados durante sua vida. Ele escreveu 84 compositions para grandes orquestras, incluindo nove sinfonias, aberturas e variações. A música de câmara ocupa um lugar muito importante e inclui quatro sonatas de dueto, cinco trios com piano (1853, 1856, 1858, 1863), onze quartetos, sete quintetos, um enorme repertório para piano - duas e quatro mãos - e para dois pianos, várias partituras para conjuntos de vento, assim como muitas melodias e Lieder . Há também cinco grandes cantatas dramáticas - Aslega, Édipo na Colônia, Ifigênia em Tauris, Electre e Polixena -, duas óperas - Der Cid e Mateo Falcone - além de grandes obras religiosas, incluindo um Requiem, um Stabat Mater, uma missa breve. e a cantata do Gólgota.

## Distinções
- Cavaleiro da Legião de Honra (1876)
- Academia de Belas Artes da França (1894)
- Academia Real de Berlim (1895)

## Bibliografía
- Herbert Schneider e René Auclair (ed. ) Theodore Gouvy 1819-1898. Bericht über den International Kongress / Proceedings of the International Symposium de Saarbrücken / Homburg-Haut ' . Hildesheim: Georg Olms Verlag, 2008, ISBN 978-3-487-13541-0 .
- Theodore Baker et Nicolas Slonimsky (trad. Marie-Stella Pâris, préf. Nicolas Slonimsky), Dictionnaire biographique des musiciens [« Baker's Biographical Dictionary of Musicians »], t. 1 : A-G, Paris, Robert Laffont, coll. « Bouquins », 1995 (réimpr. 1905, 1919, 1940, 1958, 1978), 8e éd. (1re éd. 1900), 4728 p. (ISBN 2-221-06510-7), p. 1532
- Otto Klauwell, Theodor Gouvy. Sein Leben e Seine Werke, Berlim, Harmonia, 1902.